# Социален букмаркинг
Социалният букмаркинг е начин, по който Интернет потребителите организират, съхраняват, управляват и търсят ресурси с отметки (bookmarks) онлайн. За разлика от споделянето на файлове, самите ресурси не се споделят, споделят се само отметките, които ги обозначават.
Към самите отметки могат да се допълват описания под формата на метаданни, така че потребителите да разбират съдържанието на ресурсите, без да е необходимо първо да ги изтеглят. Такива описания могат да бъдат свободни текстови коментари, гласове „за“ или „против“ тяхното качество или тагове, които заедно или съвместно стават фолксономия (съвместно тагване). Фолксономия се нарича още и социално тагване, „процесът, посредством който много потребители добавят метаданни под формата на ключови думи към споделено съдържание“.
В системата на социалния букмаркинг потребителите запазват връзките към уеб страници, които искат да запазят и/или да споделят. Обикновено тези отметки са публични и могат да се запазят индивидуално, да се споделят само с избрани хора или групи, да се споделят само в определени мрежи или в друга комбинация от публични и частни домейни. Хората, които имат достъп, обикновено могат да виждат отметките в хронологичен ред, подредени по категория или по тагове или по търсачка.
Повечето услуги по социален букмаркинг стимулират потребителите да организират своите букмарки с информационни тагове вместо в традиционната браузър-базирана система от папки, въпреки че някои характеристики на системата имат категории/папки или комбинация от папки и тагове. Те също така дават възможност за виждане на отметките, свързани с избран таг и включват информация за броя потребители, които са ги отбелязали с букмарк. Някои услуги по социален букмаркинг имат и взаимодействие с връзката с тагове за създаване на клъстери от тагове или отметки.
Много услуги в социални мрежи предоставят на потребителите си уеб хранилки (web feeds) за техните списъци с отметки, включително списъци, организирани по тагове. Това позволява на потребителите да се запознаят с новите отметки, които са запазили, споделили и тагнали от други потребители.
Тъй като тези услуги са вече разработени и са станали по-популярни, те съдържат допълнителни характеристики като рейтинг и коментари за отметките, възможност за внасяне и изнасяне на отметки от браузъри, изпращане на отметки по електронна поща, уеб анотация, групи или други характеристики на социална мрежа.

## Човешко познание
По отношение на създаването на висококачествена търсачка, мрежата за социален букмаркинг има няколко предимства пред традиционния автоматизиран софтуер за ресурси за локализиране и класифициране като search engine spiders. Всяко класифициране на интернет ресурси (като уеб сайтове) на базата на тагове се прави от хора, които познават и оценяват съдържанието на ресурсите, за разлика от софтуера, който по пътя на алгоритмите се опитва да определи значението на ресурса. За потребителите социалният букмаркинг може да е полезен като средство за достъп до консолидирана мрежа от отметки от различни компютри, организиране на огромен брой отметки и споделяне на отметки с контактите. Според библиотеките социалният букмаркинг е полезен като лесен начин за предоставяне на списъци с информационни връзки.